# Обични јавор
Обични јавор (лат. Acer pseudoplatanus) је врста листопадног дрвета из рода јавора (лат. Acer).

## Опис
Обични јавор (Acer pseudoplatanus) достиже висину од 20 до 35 метара. Гране обичног јавора формирају широку крошњу. 
Листови су широки и режњевити, наспрамно распоређени. Величине су од 10 до 25 центиметара. Са горње стране су тамнозелене боје, а са доње стране светлозелене боје.
Цветови су двополни. Плод чине две крилате орашице.
Кора је сиве боје, танка и глатка, код старијих стабала је испуцала.

## Ареал
Обични јавор је аутохтона врста на територији централне, источне и југоисточне Европе и западне Азије. У Србији и другим државама бивше Југославије, Бугарској, Румунији, Грчкој, Албанији, Мађарској, Италији, Швајцарској, Аустрији, Чешкој, Немачкој, Белгији, Литванији, Пољској, Украјини, Молдавији, јужној Русији, Грузији итд.
У Велику Британију је највероватније пренет у време владавине династије Тјудор, а затим се проширио у дивљину у 15. и 16. веку.
Обични јавор је пренет изван Европе у САД, Канаду, Аустралију, Нови Зеланд, Чиле где је сађен у парковима, дрворедима и баштама. Пренет је и на португалска острва Мадеира и Азори, где расте у дивљини.

## Употребна вредност
Обични јавор се користи за прављење гусала. Користи се и за столарске, токарске, резбарске, интарзијске и друге радове, као и за производњу клинова и калупа за обућу.

## Галерија
- Лист јавора
- Нерватура листа
- Кора дрвета
- Стабло обичног јавора